# Niemiecki cmentarz wojenny w Bartoszach
Niemiecki cmentarz wojenny w Bartoszach – zespół dwóch cmentarzy wojennych żołnierzy niemieckich poległych podczas I i II wojny światowej, zlokalizowany w miejscowości Bartosze w gminie Ełk (województwo warmińsko-mazurskie). Nekropolia znajduje się po północnej stronie drogi krajowej nr 16, na północ od wsi Buniaki, w kierunku pobliskiego Ełku.

## Historia

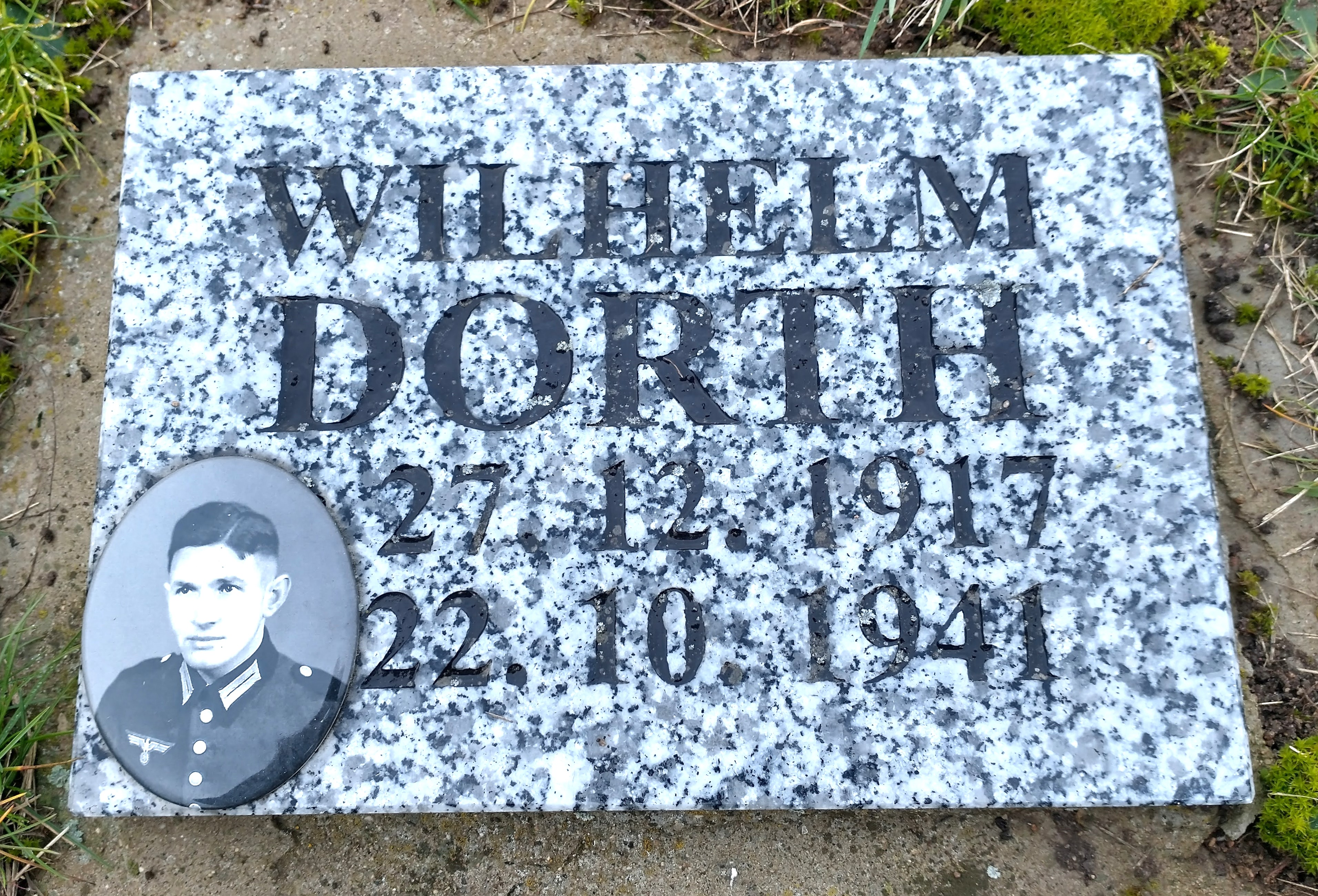
Jeden z nagrobków

Pierwszą nekropolią założoną w tym miejscu była tzw. „Golgota Prus Wschodnich” – cmentarz żołnierzy niemieckich z okresu I wojny światowej. Pochowano tutaj 84 wojskowych. W 1999 władze polskie przekazały związkowi grobów niemieckich Volksbund Deutsche Kriegsgräberfürsorge pięciohektarowy teren w sąsiedztwie pod budowę cmentarza dla żołnierzy poległych w okresie II wojny światowej na Warmii i Mazurach, jak również w rejonie Białegostoku. Prace budowlane przy tym obiekcie ukończono w 2001. Otwarcie i poświęcenie nekropolii odbyło się dnia 9 sierpnia 2003. W następnym okresie pochowano tu szczątki 13.000 osób. Pochówki są kontynuowane, a nazwiska stopniowo nanoszone na kilka steli. Docelowo cmentarz ma pomieścić ponad 20.000 zmarłych.
Cmentarz powstał przy współpracy polskiej fundacji Pamięć i Niemieckiego Ludowego Związku Opieki nad Grobami Wojennymi w Kassel.

## Architektura
Obiekt jest położony na wzgórzu, na które prowadzą schody. Dominują nad nim trzy krzyże zlokalizowane na cmentarzu z I wojny światowej. Kwatery żołnierzy poległych w czasie II wojny światowej oznaczone są grupami krzyży. Na kamiennych stelach umieszczone są nazwiska Niemców. Organizacja wykonanych z kamienia polnego alejek cmentarnych i ogrodzenia odwołują się do architektury dawnych Prus Wschodnich.
Nekropolia jest pozbawiona akcentów militarnych, a przy nazwiskach żołnierzy nie ma stopni wojskowych.

## Galeria

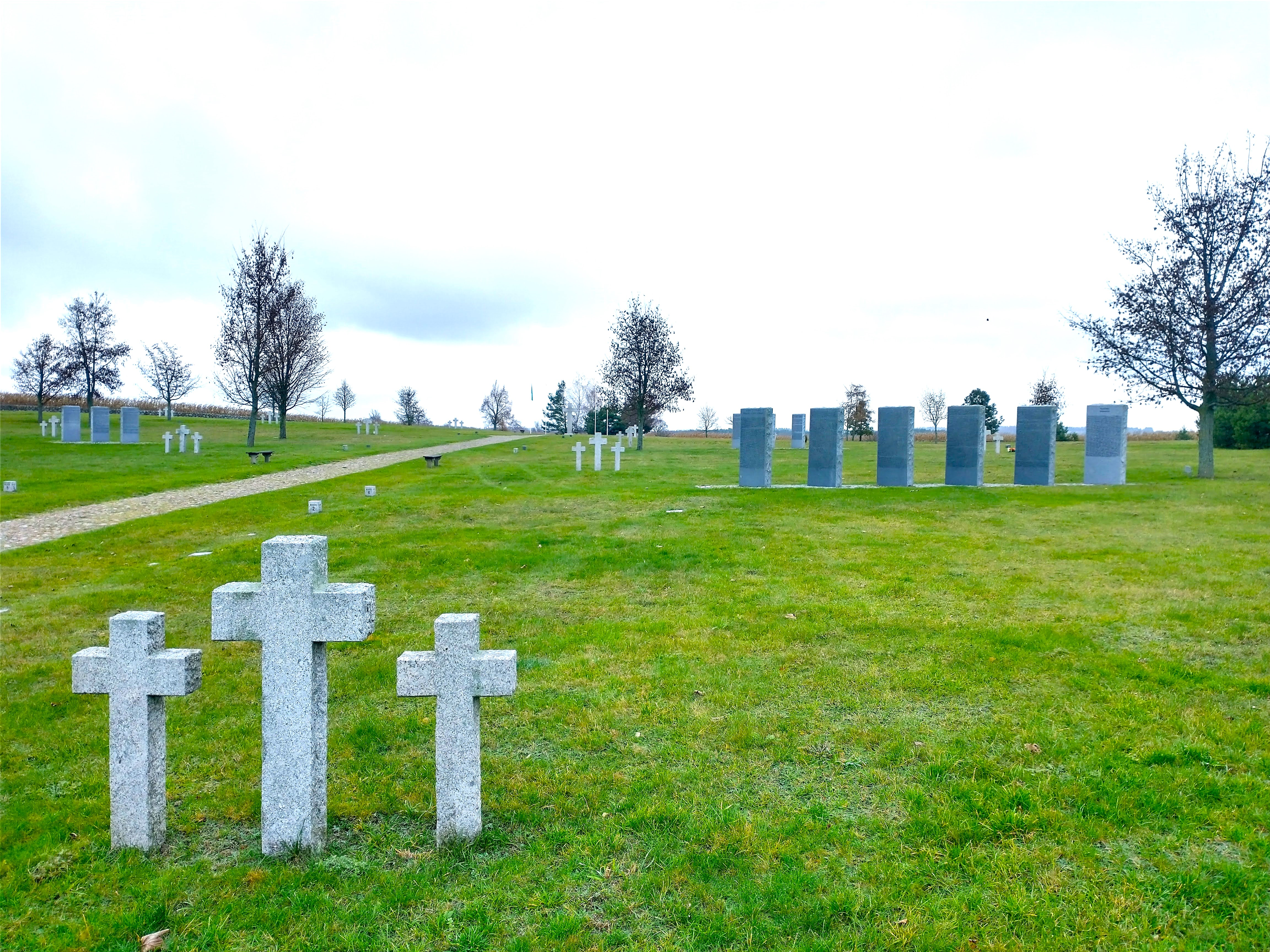
Widok ogólny
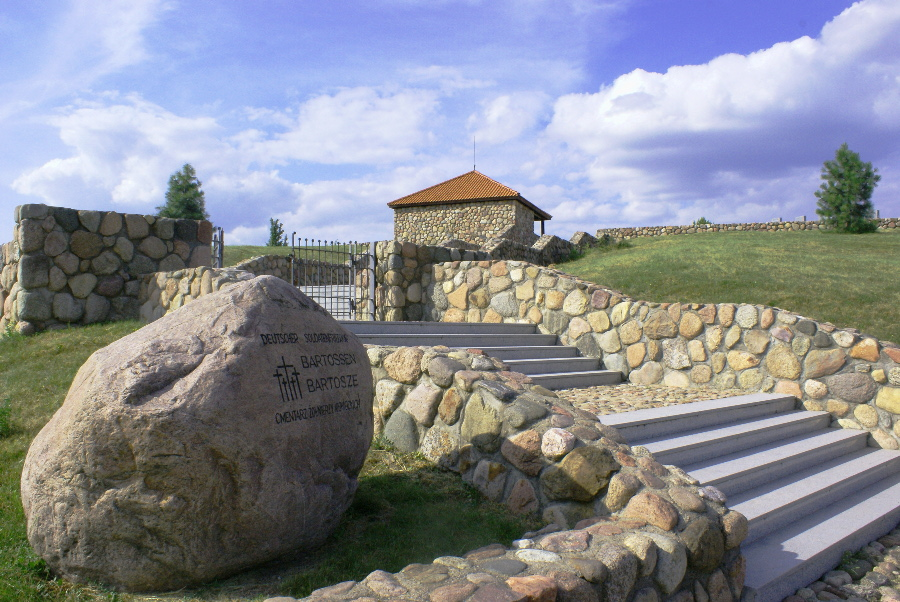
Schody wejściowe
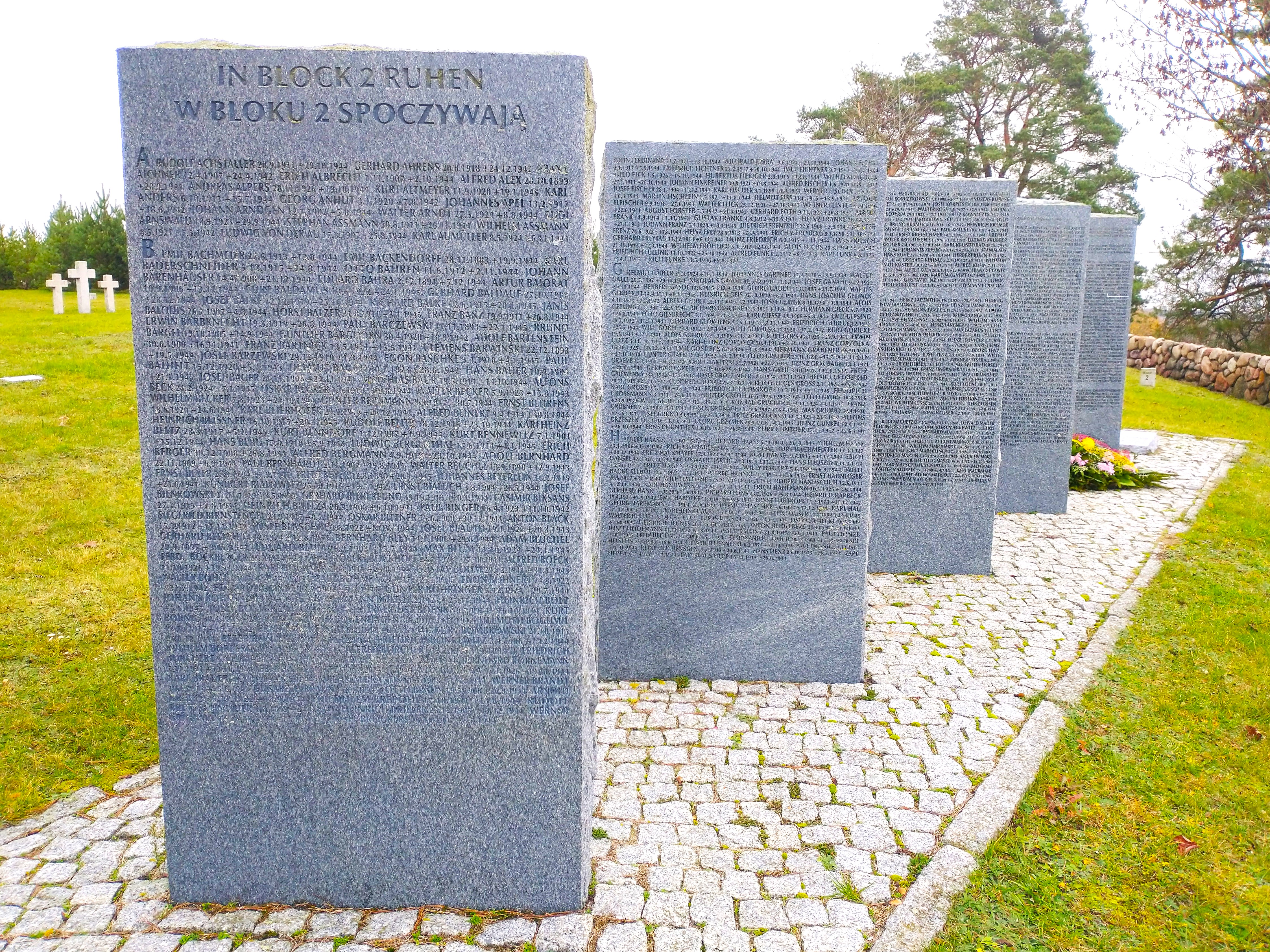
Stele z nazwiskami